# Russell Dive
Russell John Dive (Wellington, 21 maggio 1966) è uno scacchista neozelandese.
Ha ottenuto il titolo di Maestro Internazionale nel 1995.

## Principali risultati
Vinse per sette volte, da solo o ex æquo, il campionato neozelandese (1986, 1996, 1999, 2015, 2018, 2019 e 2020).
Nel periodo 1993–2022 vinse anche per nove volte il campionato neozelandese rapid.
Nel 1995 vinse l'open SCCU (Southern Counties Chess Union) di Golders Green (Londra) con 7 /9.
Dal 1988 al 2014 partecipò con la nazionale neozelandese a dieci olimpiadi degli scacchi, ottenendo complessivamente il 45,6% dei punti.
Nel 1999 si classificò 2°-4° nel torneo zonale 3.2b di Gold Coast.
In Nuova Zelanda è nota la sua lunga ma amichevole rivalità con il suo connazionale Anthony Ker, contro il quale ha uno score pressoché in pareggio.
Ha ottenuto il suo massimo rating FIDE in luglio 1998, con 2448 punti Elo.